# Feng Bin
Feng Bin (chinesisch 劉 虹 / 冯彬, Pinyin Féng Bīn; * 3. April 1994 in Penglai) ist eine chinesische Leichtathletin, die sich auf den Diskuswurf spezialisiert hat. Ihren größten Erfolg feierte sie mit dem Gewinn der Goldmedaille bei den Weltmeisterschaften 2022 in Eugene. Zudem wurde sie dreimal Asienmeisterin und siegte 2023 bei den Asienspielen.

## Sportliche Laufbahn
Erste internationale Erfahrungen sammelte Feng Bin bei den Jugendweltmeisterschaften 2011 nahe Lille, bei denen sie mit 51,25 m den vierten Rang belegte. 2015 gewann sie bei den Militärweltspielen im südkoreanischen Mungyeong mit 62,07 m die Goldmedaille. Im Jahr darauf qualifizierte sie sich für die Olympischen Spiele in Rio de Janeiro, bei denen sie im Finale mit 63,06 m den achten Platz belegte, wie auch bei den Weltmeisterschaften in London im darauffolgenden Jahr, bei denen sie im Finale 61,56 m warf. 2018 nahm sie zum ersten Mal an den Asienspielen in Jakarta teil und gewann dort mit 64,25 m die Silbermedaille hinter ihrer Landsfrau Chen Yang und vor der Inderin Seema Antil. 2019 siegte sie bei den Asienmeisterschaften in Doha mit neuem Meisterschaftsrekord und persönlicher Bestleistung von 65,36 m. Damit erhielt sie ein Freilos für die Weltmeisterschaften ebendort Anfang Oktober, bei denen sie mit einer Weite von 62,48 m im Finale den fünften Platz belegte. Anschließend siegte sie erneut bei den Militärweltspielen in Wuhan mit 64,83 m. 2021 nahm sie erneut an den Olympischen Sommerspielen in Tokio teil und verpasste dort mit 60,45 m den Finaleinzug. Im Jahr darauf startete sie bei den Weltmeisterschaften in Eugene und siegte dort überraschend mit neuer Bestleistung von 69,12 m, womit sie die zweite chinesische Weltmeisterin im Diskuswurf neben Li Yanfeng ist.
2023 wurde sie bei der Golden Gala Pietro Mennea mit 65,91 m Zweite und anschließend verteidigte sie bei den Asienmeisterschaften in Bangkok ihren Titel mit neuem Meisterschaftsrekord von 66,42 m. Im August gewann sie bei den Weltmeisterschaften in Budapest mit 68,20 m im Finale die Bronzemedaille hinter den US-Amerikanerinnen Laulauga Tausaga und Valarie Allman. Kurz darauf siegte sie mit 67,41 m bei der Xiamen Diamond League sowie anschließend mit neuem Spielerekord von 67,93 m bei den Asienspielen in Hangzhou. Im Jahr darauf wurde sie bei der Xiamen Diamond League mit 67,07 m 67,07 m Dritte und siegte im Mai mit 67,49 m bei den Halle'schen Werfertagen. Kurz darauf siegte sie mit 67,89 m bei den Bislett Games, ehe sie im August bei den Olympischen Sommerspielen in Paris mit 67,51 m im Finale die Silbermedaille hinter der US-Amerikanerin Allman gewann. Zum Saisonabschluss wurde sie beim Memorial Van Damme mit 67,49 m Zweite. 2025 siegte sie mit 61,90 m zum dritten Mal bei den Asienmeisterschaften in Gumi.
In den Jahren 2015, 2018 und 2019 sowie 2023 und 2024 wurde Feng chinesische Meisterin im Diskuswurf. Sie absolvierte ein Studium für Coaching an der Nanchang University.